# Фалкето (Кунео)
Фалкето је насеље у Италији у округу Кунео, региону Пијемонт.
Према процени из 2011. у насељу је живело 101 становника. Насеље се налази на надморској висини од 284 м.